# Doundoun

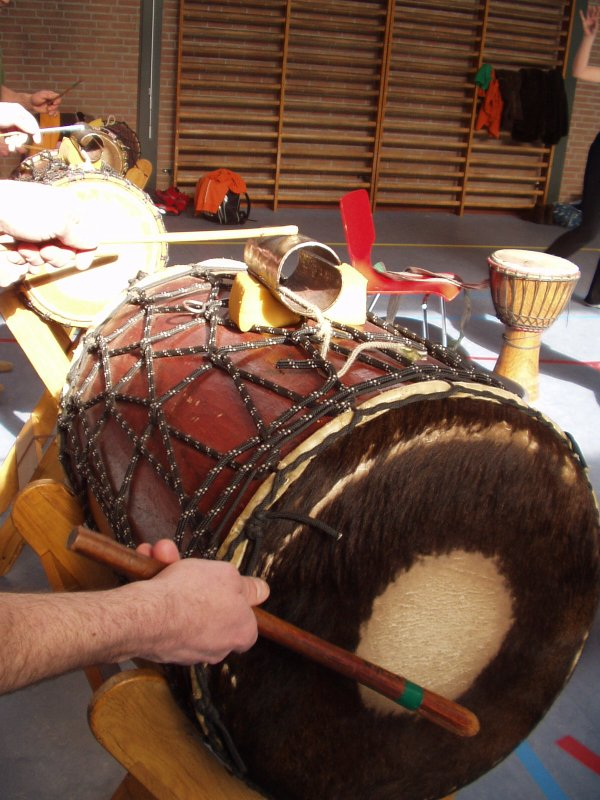
Doundounba

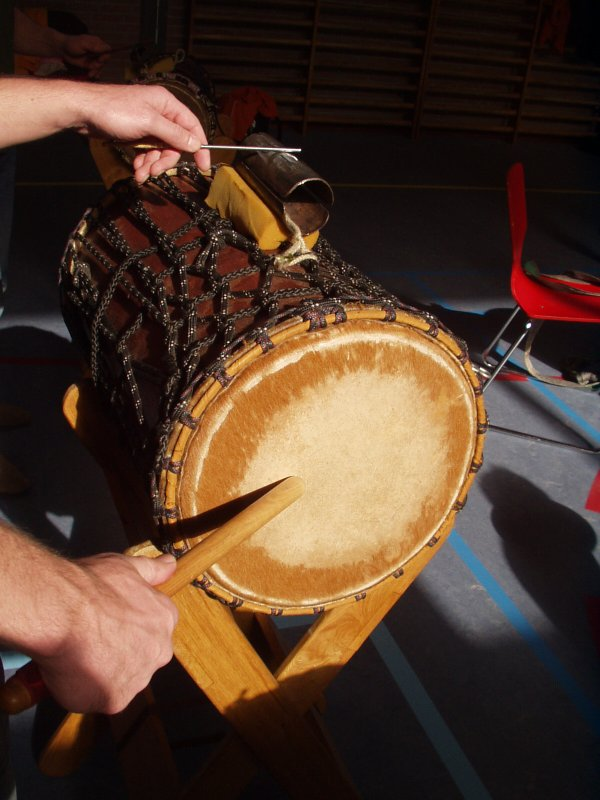
Sangban

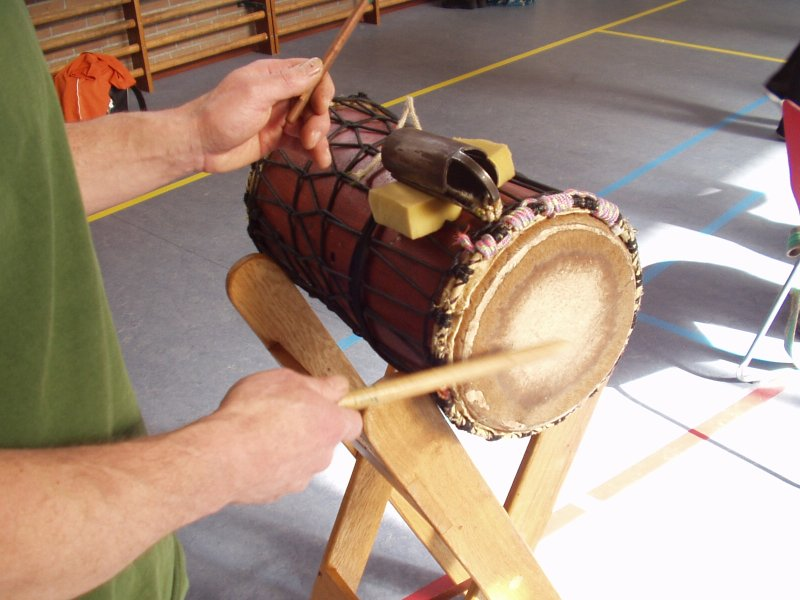
Kenkeni

Een doundoun (ook bekend als doun, dundun, doudoun, djundjun) is de algemene naam voor een categorie Afrikaanse bastrommels, die samen met de djembé vorm kregen in West-Afrika.
De trommels zijn gemaakt van een uitgehold rond stuk hout, waarbij aan beide zijden een koeienvel is gespannen.
Er zijn drie groottes van trommels te onderscheiden. Ze zijn genoemd naar de leden van het Afrikaanse gezin.
- De kleinste is de kenkeni (het kindje), met een doorsnede van 20 tot 25 cm en een hoge en korte toon. De kenkeni wordt traditioneel gebruikt om het tempo aan te geven door middel van een eenvoudig patroon. Dit patroon kan op de tel zitten, maar bij sommige ritmes zoals de doundounba-ritmes, zit het patroon helemaal naast de tel.
- De sangban (de vader) (ook: sangbeni, songba, sangbé, sangba) is middelgroot, ca. 65 cm lang en 30 cm in doorsnede, met een lager en langer durende toon dan de kenkeni. De sangban verzorgt het hart van het ritme dat in gang wordt gehouden.
- De grootste van de drie, 50 tot 80 cm in doorsnede en soms meer dan een meter hoog, is de doundounba (de moeder) met een lage en langdurende toon, die zorgt voor diepte.

Om de muziek te verlevendigen worden in de gespeelde patronen variaties aangebracht. Het wordt extra aantrekkelijk als de sangban variaties speelt, en de doundounba erop reageert.
Door deze drie trommels en djembé's te combineren kunnen met meerdere personen complexe ritmes worden opgebouwd. Gewoonlijk worden de trommels door drie personen bespeeld. De trommels worden dan horizontaal op een rek gelegd en worden aan de zijkant met een ronde stok bespeeld. Boven op de trommels worden gesmede bellen gemonteerd, de kenkens. Als er weinig trommelspelers zijn kan er worden gekozen om één speler alle drie de trommels te laten bespelen. Ze worden dan verticaal neergezet, het liefst met het onderste vel los van de bodem. Deze wijze van spelen vergt de nodige oefening en grondige kennis van het ritme.